# Raufuß-Springmaus
Die Raufuß-Springmaus (Dipus sagitta) ist eine häufige Springmaus Zentralasiens. Ihr Verbreitungsgebiet reicht vom Kaspischen Meer über den Norden Irans, die zentralasiatischen Nachfolgestaaten der Sowjetunion und Xinjiang bis in die Mandschurei.
Das Fell der Raufuß-Springmaus wechselt jahreszeitlich seine Farbe. Im Winter ist es oberseits hellorange, im Sommer graubeige. Die Unterseite bleibt stets weiß. Die kräftigen Hinterbeine tragen drei Zehen und jede von diesen ist mit Borsten besetzt, die dieser Springmaus ihren Namen gegeben haben.
Das Habitat sind Halbwüsten. Raufuß-Springmäuse bevorzugen einen sandigen Grund, brauchen aber in ihrem Lebensraum ausreichend Deckung durch Sträucher. Sie leben in Bauen. Für den Sommer wird ein Bau angelegt, der sich 40 bis 100 cm unter der Oberfläche befindet und in einer Nestkammer zentriert ist, die mit trockenem Gras ausgepolstert wird. Der Bau ist über einen Haupteingang sowie einen oder mehrere Notausgänge zugänglich. Der Eingang wird während der heißen Sommermonate verschlossen, um eine kühle Innentemperatur zu wahren. Von hier führt ein Tunnel zur Nestkammer, der bei Männchen bis zu 3 m lang ist, bei Weibchen bis zu 5,8 m. Für den Winterschlaf wird ein eigener Bau angelegt, der im Schnitt noch tiefer unter der Erde liegt (bis zu 3 Meter) und dessen Zugangstunnel sofort nach Anlage wieder verschlossen wird. Der Winterschlaf währt in den kasachischen Kältesteppen von November bis März, ist in anderen Regionen aber kürzer, und im Iran halten Raufuß-Springmäuse überhaupt keinen Winterschlaf.
Nachts verlassen Raufuß-Springmäuse ihre Baue und gehen auf Nahrungssuche. Wurzeln, Gräser, Samen, Früchte und Blüten werden gefressen. Insekten sind eine gewöhnliche Beikost. Abhängig vom Verbreitungsgebiet dauert die Fortpflanzungsperiode zwei bis neun Monate. Dadurch haben Weibchen in kalten Regionen einen und in warmen Regionen bis zu vier Würfe pro Jahr.
Die IUCN sieht keine entscheidenden Hindernisse für die Raufuß-Springmaus und listet sie als nicht gefährdet (Least Concern).